# Watermolen bij kasteel Annendael
De Watermolen bij kasteel Annendael was een watermolen op een plek thans ten westen van Posterholt in de gemeente Roerdalen in de Nederlandse provincie Limburg. De molen stond op de Vlootbeek. Stroomafwaarts lag op de beek de Watermolen tussen Montfort en St. Joost. Ten zuiden van de watermolen lag kasteel Annendael.

## Geschiedenis
In 1623 gaven de bestuurders van Posterholt het waterrecht aan de eigenaren van kasteel Annendael om water van de Vlootbeek te gebruiken en te leiden naar een watermolen. Het was een korenmolen
In 1699 werd de molen voor het laatst vermeld en zou toen 150 gulden aan pacht opgeleverd hebben. Mogelijk is daarna de molen verdwenen.